# Apache (djur)
För andra betydelser, se Apache.
Apache är ett släkte av insekter. Apache ingår i familjen Derbidae.
Kladogram enligt Catalogue of Life:
| Apache | \| \| Apache californicum \| \| \| \| \| \| Apache degeeri \| \| \| \| |
|        | \| \| Apache californicum \| \| \| \| \| \| Apache degeeri \| \| \| \| |
|        | Apache californicum                                                    |
|        |                                                                        |
|        | Apache degeeri                                                         |
|        |                                                                        |